# Первый ТВЧ
АО «Первый ТВЧ» — российская телекомпания, основанная 25 апреля 2007 году в Санкт-Петербурге.
Аудитория каналов телекомпании «Первый ТВЧ» — более 43 млн человек по всей России (на октябрь 2014 года).
Специализация телекомпании «Первый ТВЧ» — создание нишевых каналов для спутникового и кабельного вещания. «Первый ТВЧ» — производитель тематических каналов, в том числе в стандарте HDTV.
Телекомпания одной из первых в России начала вещание спутниковых каналов с временным сдвигом.

## История компании
- 27 апреля 2007 года — начало вещания первых телеканалов — «Телепутешествия», «Весёлое ТВ» и «Ракета ТВ»[2].
- Осень 2007 года — запуск новых каналов: «Ночной клуб» (эротика), «Zoo TV» и «Кинопоказ».
- Август 2008 года — выход на экраны телеканала «Кинопоказ HD-1», вещающего в формате высокого разрешения со звуком Dolby Digital[3].
- Сентябрь 2008 года — ребрендинг детского телеканала «Ракета ТВ», в результате которого началось вещание телеканала «Teen TV» — первого в России телеканала для подростков[4].
- Лето 2009 года — расширение семейства HD-каналов: «Кинопоказ HD-1», «Кинопоказ HD-2», «Телепутешествия HD», «High Life HD».
- Осень 2009 года — компания заключила договор с BBC, The Walt Disney Company, 20th Century Fox и Metro-Goldwyn-Mayer (MGM), что позволило разнообразить эфир канала «Телепутешествия HD» и эфир фильмовых каналов.
- 1 декабря 2009 года — телеканал «Весёлое ТВ» был переименован в «Охотник и рыболов».
- Февраль 2010 года — канал «Телепутешествия HD» стал лауреатом премии «Большая цифра» (Первая национальная премия в области многоканального цифрового телевидения), победив в категории «Новое Российское телевидение», в номинации «Лучший HD телеканал»[5].
- Весна 2010 года — заключены договоры с Home Box Office (HBO), NBC Universal (NBCU) и Paramount Pictures Corporation на показ фильмов[6].
- Июнь 2010 года — в тестовом режиме начали своё вещание каналы «Загородный» и «Дискотека ТВ»[7].
- Лето 2011 года — запуск нового эротического телеканала «Искушение HD».
- Декабрь 2011 года — запуск нового проекта интернет-телевидения «ТВ Мир».
- 1 января 2012 года — закрытие телеканала «High Life HD»[8].
- 1 июня 2012 года — закрытие телеканала «Дискотека ТВ».
- 12 декабря 2012 года — запуск нового телеканала для мужчин в формате высокой четкости «Охотник и рыболов HD»[9].
- 1 августа 2013 года — закрытие телеканала «Look TV»[10][11].
- 1 октября 2013 года — ребрендинг телеканала «Телепутешествия HD» с изменением названия на «Teletravel HD» и концепции, которая теперь ориентирована на передачи про экстремальные путешествия и спорт[12][13].
- 1 июля 2014 года — запуск новых телеканалов, вещающих в стандарте высокой чёткости: познавательного Eureka HD («Эврика») и семейного телеканала о животном мире Animal Family HD[14].
- 1 июня 2015 года — запуск новых детских телеканалов — «Рыжий» (заменил телеканал «Teen TV»)[15][16] и «Ginger HD»[17].
- 15 ноября 2015 года — начало трансляции телеканала в стандарте сверхвысокой чёткости (4K UHDTV) «Insight UHD»[18].
- 1 февраля 2017 года — запуск нового детского телеканала «Мультик», вещающего в стандарте высокой чёткости[19].
- 1 декабря 2017 года — Ребрендинг телеканалов «Teletravel HD» в «Приключения HD» и «Eureka HD» в «Эврика HD»[20].
- 20 декабря 2017 года — Ребрендинг российского познавательного телеканала «Animal Family» в «В мире животных»[21].
- 1 марта 2018 года — Ребрендинг развлекательного телеканала «Тонус» в «Здоровье»[22].
- 25 апреля 2018 года — Закрытие эротических телеканалов «Ночной клуб» и «Искушение HD»[23].
- Май 2018 — Старт дистрибуции медитативных телеканалов о природе Сибири: «Наша Сибирь» и «Наша Сибирь 4К».
- 1 июня 2018 года — Ребрендинг телеканала Zoo TV в «Зоо ТВ»[24].
- 1 сентября 2019 — Ребрендинг канала «Телепутешествия». Новый логотип и фирменный стиль был разработан «Студией Артемия Лебедева».
- 1 апреля 2019 — Запуск телеканала «Мир вокруг» на платформе Яндекс.Эфир.
- 1 июня — Ребрендинг телеканала Ginger HD в «Капитан Фантастика». «Капитан Фантастика» стал первым детским приключенческим телеканалом.
- 31 декабря 2019 — Закрытие телеканала «Мультик HD».
- 1 января 2020 — Запуск военно-познавательного телеканала «Арсенал».
- Февраль 2020 — Старт дистрибуции восьми фильмовых телеканалов: «Наш Кинопоказ», «Блокбастер», «Наше Мужское», «Про Любовь», «Хит», «Камеди», «Тайна», «Сиеста».
- 6 апреля 2020 — Ребрендинг телеканала «Охотник и рыболов» в «Рыболов» Архивная копия от 20 сентября 2020 на Wayback Machine.
- 6 апреля 2020 — Ребрендинг телеканала «Охотник и рыболов HD» в «Охотник и рыболов» Архивная копия от 20 сентября 2020 на Wayback Machine.
- 18 мая 2020 — Ребрендинг телеканала «Загородный».
- Июнь 2020 — телекомпания стала дистрибутором канала Insight TV, вещающего в HD-формате.
- 1 декабря 2020 — Ребрендинг телеканала «Приключения HD» в «Приключения»[25].
- 4 марта 2021 — Ребрендинг телеканала «Эврика» в «Первый космический».
- 29 апреля 2022 — Начало дистрибуции детского телеканала «ТипТоп».
- 15 августа 2022 — Начало дистрибуции детского телеканала «Чижик»
- 31 октября 2022 - Начало дистрибуции киноканала в жанре хоррора и мистики Scream
- 1 ноября 2022 - Ребрендинг телеканала «Еда Премиум» в FoodTime
- 6 октября 2023 - Начало вещания российского сериального телеканала «Лавстори»
- 3 ноября 2023 - Начало вещания российского киноканала «Советская классика»

## Телеканалы

### Телеканалы собственного производства
- Загородный
- Телепутешествия
- Рыболов
- Охотник и рыболов
- В мире животных
- Зоо ТВ
- Приключения
- Тонус
- Рыжий
- Капитан Фантастика
- Первый космический
- Арсенал
- Еда
- FoodTime

### Телеканалы на дистрибуции
- Инсайт ТВ
- Наша Сибирь
- Наша Сибирь 4К
- Кинопоказ
- Наш Кинопоказ
- Блокбастер
- Наше мужское
- Про Любовь
- Хит
- Камеди
- Scream
- ТипТоп
- Чижик
- ТВ Спорт
- Хоккей ТВ
- Мяч
- Лавстори
- Советская киноклассика

## Вещание
- «Триколор ТВ» осуществляет вещание каналов стандарта SDTV и HDTV на европейскую часть России со спутников Eutelsat 36A и Eutelsat 36B (36° в. д.), а также на Сибирь и часть Дальнего Востока со спутника Экспресс АТ-1 (56° в. д.).
- Посредством кабельных сетей операторов систем платного вещания.
- Посредством наземной точки обмена М9[26].
- Через IP-сети.

## Логотип
Сменил 1 логотип. Нынешний — 2-й по счёту.

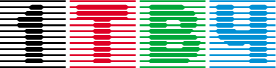
Логотип в 2007—2011 годах.
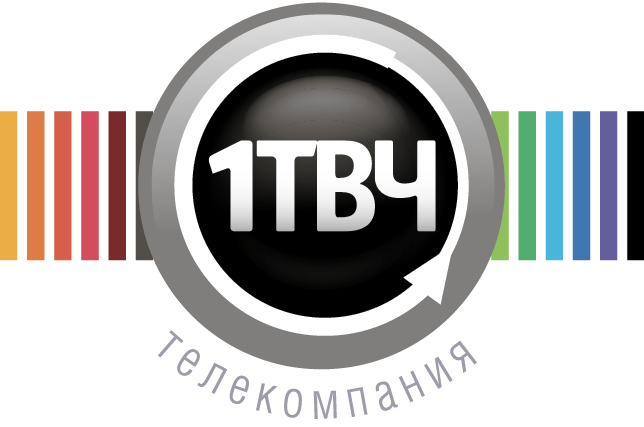
Логотип с 2011 по настоящее время.

## Проекты телекомпании
- Фестиваль «Перемотка». Организатор — телекомпания «Первый ТВЧ», канал «Кинопоказ». Фестиваль «Перемотка» объединяет молодых режиссёров короткометражного кино. Победитель фестиваля получает денежный грант на реализацию творческого потенциала. Первый фестиваль состоялся 17 июня 2011 года в Санкт-Петербурге.
- Проект «Мечта о путешествии». Организатор — телекомпания «Первый ТВЧ», канал «Телепутешествия». Зрители канала придумывают необычный маршрут экспедиции, победитель получает денежный приз, чтобы осуществить мечту о путешествии.
- Фестиваль «Смотри на меня». Организатор — телекомпания «Первый ТВЧ», канал Teen TV. Творческий конкурс для подростков, проходил с мая 2009 по декабрь 2010 года в 12 городах России. Заключительный тур фестиваля прошел в Санкт-Петербурге 16 и 18 декабря 2010 года. Победитель получил денежный грант.
- Кубок телеканала «Охотник и рыболов». Рыболовные соревнования и семейный фестиваль. Проходит трижды в год с 2012 года. Призовой фонд каждого Кубка составляет 1 000 000 рублей.

## Награды и премии

### Премия «Большая цифра»
- 2010 год — телеканал «Телепутешествия». Категория «Новое российское ТВ», номинация «HD-канал»
- 2011 год — телеканал «Кинопоказ». Приз зрительских симпатий в номинации «Фильмовой канал»
- 2011 год — телеканал «Кинопоказ HD-2». Приз зрительских симпатий в номинации «HD-канал»
- 2012 год — телеканал «Телепутешествия HD». Приз зрительских симпатий в номинации «HD-канал»
- 2012 год — телеканал «Кинопоказ». Приз зрительских симпатий в номинации «Фильмовой канал»
- 2013 год — телеканал Teen TV. При зрительских симпатий в номинации «Развлекательный канал»
- 2014 год — телеканал Teletravel HD. Приз зрительских симпатий в номинации «Телеканал о путешествиях»
- 2015 год — телеканал Animal Family HD. Приз зрительских симпатий в номинации «Лучший телеканал для семейного просмотра»
- 2019 год — Кубок телеканал «Охотник и рыболов». Победитель в номинации «Лучшее событие, организованное телеканалом для зрителей»
- 2020 — «Шесть чувств. Санкт-Петербург», проект телеканала «Эврика». Приз в номинации «Документально-познавательная телепрограмма».

### Другие награды
- 12 Московский международный кинофестиваль «Вертикаль»
- Фестиваль детского телевидения «Включайся»
- Международный фестиваль туристских фильмов «Китоврас»
- Телеканал Eureka HD — премия «Золотой луч—2014» в номинации «Лучший HD канал»[27]
- Телеканал «Рыжий» — премия «Золотой луч—2015» в номинации «Детский телеканал»[28]
- «Телепутешествия» — Приз премии СТРАНА за программу «Маршрут Прониной» в номинации «Большая страна».